# 丙烯腈
丙烯腈（CH2=CH-C≡N）是有刺激性氣味，極易燃的有機液體。IUPAC名稱是2-丙烯腈（英文：2-propenenitrile）。

## 性质
丙烯腈是无色有刺激性气味的易燃液体。有毒。略溶于水，易溶于一般有机溶剂。是一种共轭不饱和腈，分子中的碳－碳双键和氰基基团可以参与各种反应，如水合为丙烯酰胺、丙烯酸，与双烯体发生双烯合成，氢化为丙腈、丙胺，与丙烯酰胺发生共聚，电解偶联为己二腈，以及用作醇、胺的氰乙基化试剂。
也用於目前廣泛使用的碳纖維。

## 用途
丙烯腈的最主要的用途是作为单体来生产聚合物，如聚丙烯腈，腈纶纤维和丁腈橡胶。有一小部分丙烯腈被用作熏蒸剂。丙烯腈和其衍生物入2-氯-丙烯腈可以发生狄尔斯-阿尔德反应。

## 生产
在工业上，丙烯腈一般通过丙烯的氨氧化制取：
CH3-CH=CH2 + NH3 + 1.5 O2 → CH2=CH-C≡N + 3 H2O
2001年的世界丙烯腈产量是4百万吨，其中的一半产自美国。

## 安全性
丙烯腈是高度易燃的，很容易被火花點燃，或和某些氧化劑反应而自燃。燃燒中的丙烯腈會釋出氮氧化物和氫氰酸。在不加入阻聚剂的情况下，遇到加熱、碱金属或是暴露於紫外光时，丙烯腈会发生十分剧烈的聚合反应，乃至爆炸。所以丙烯腈需储存在远离明火和会反应的化学物质，具有良好通风条件的柜中。
丙烯腈同時有毒。接觸皮膚或眼睛會引發劇烈的刺激. 吸入或長時期的皮膚接觸可能導致思维混亂，不省人事，或死亡。丙烯腈被分類作為一種可能致癌的物質（IARC第2B类），在處理期間應佩帶認可的安全鏡、手套和呼吸器。

## 外部連結
- National Pollutant Inventory – Acrylonitrile
- Comparing Possible Cancer Hazards from Human Exposures to Rodent Carcinogens（页面存档备份，存于）
- Acrylonitrile – Integrated Risk Information System（页面存档备份，存于）, U.S. Environmental Protection Agency
- CDC – NIOSH Pocket Guide to Chemical Hazards – Acrylonitrile（页面存档备份，存于）
- OSHA Table Z-1 for Air Contaminants（页面存档备份，存于）